# Rakkalampi
Rakkalampi är en liten sjö på gränsen mellan Finland. och Ryssland. Den finländska delen ligger i kommunen Enare i landskapet Lappland, i den norra delen av landet, 1 000 km norr om huvudstaden Helsingfors. Rakkalampi ligger 156,5 meter över havet. Arean är 2,4 hektar och strandlinjen är 0,65 kilometer lång. Sjön  ingår i Pasvik älvs huvudavrinningsområde. 